# Raoul d'Udekem d'Acoz
Raoul Paul Adelin François Xavier Marie Ghislain graaf d'Udekem d'Acoz (Ukkel, 21 april 1935 – Herne, 24 maart 2023) was de tweede zoon van baron Charles d'Udekem d'Acoz (1885-1968) en Suzanne van Outryve d'Ydewalle (1898-1983). Hij huwde met Françoise de Maere d'Aertrycke (°1935) met wie hij vier kinderen heeft. 

## Levensloop
Raoul d'Udekem d'Acoz was beroepshalve actief in de verzekeringssector.
Hij ontwikkelde ook politieke activiteiten. In West-Vlaanderen was hij gemeenteraadslid in Ieper van 1964 tot 1988. Na zijn verhuis naar Vlaams-Brabant, nam hij in 2000 deel aan de gemeenteraadsverkiezingen in Herne voor de CVP en werd 4de schepen. Zijn bevoegdheden waren milieu, middenstand, landbouw, ruimtelijke ordening en intergemeentelijke samenwerking. Hij kwam niet meer op voor de gemeenteraadsverkiezingen van 2006. In 2014 is hij in Vlaams-Brabant lijsttrekker van de Vlaamse Christen Partij voor de Vlaamse verkiezingen.
Als gevolg van het huwelijk van zijn nicht en petekind prinses Mathilde met prins Filip, werden Raoul en zijn nakomelingen met de titel van graaf vereerd.
Raoul d'Udekem is ridder in de Orde van het Heilig Graf van Jeruzalem.